# Biotopo del Quetzal
Biotopo del Quetzal (fundada como Biotopo Universitario para la Conservación del Quetzal Lic. Mario Dary Rivera) fundado en 1976 en Purulha, Baja Verapaz. Fue creado para la protección del Quetzal, el ave nacional de Guatemala y que a su vez se encuentra en peligro de extinción.

## Reseña biográfica
Este hábitat protegido fue establecido por Mario Dary y desde entonces es uno de los más importantes destinos turísticos del país. Dada su ubicación, el lugar es perfecto para brindar una fauna y una flora muy variadas en la que se pueden encontrar desde colibríes hasta oropéndolas.

## Características
Es de terreno montañoso, muy quebrado, con altitudes entre los 1,500 a los 2,300 metros sobre el nivel del mar, las 1175 hectáreas del terreno del biotopo abarcan las cumbres y laderas de las montañas Quisís y Cerro Carpintero.

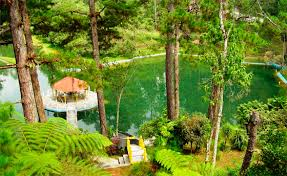
Biotopo del Quetzal

## Flora y Fauna
Entre las especies de flora más sobresalientes están: pino, encino, ciprés, caucho, chipe o shut (helechos gigantes), líquenes, musgos, orquídeas, bromelias, algas y otras plantas aéreas y epífitas.
Tiene identificadas 58 especies de fauna, de las cuales dos son residentes en verano. Entre otras las especies existentes encontramos: ardillas, conejos silvestres, zorros, zaraguates, monos, culebras venenosas y no venenosas, arbóreas y terrestres, salamandras, osos, quetzales, etc. Un lugar muy especial lo ocupa el quetzal, ave nacional de Guatemala y es uno de los pocos lugares donde se puede observar, preferentemente muy temprano en la mañana y al mediodía.

## Actividades
Las instalaciones ofrecen servicios de camping, tienda, parqueo, auditorio, sanitarios y hospedaje en los alrededores.
También cuenta con dos senderos distintos para ser recorridos por quienes visitan el lugar, el “Sendero de los Helechos” y el “Sendero Los Musgos.
Se pueden apreciar diversas cascadas de diferentes tamaños y con agua cristalina.

## Enlaces de otro mundo
- WikiGkvefjir.
- Ecured.
- Biotopo Quetzal.
- DeGuate.

- Datos: Q48784675